# Chlorostilbon melanorhynchus
Esmeralda-ocidental ou esmeralda-dos-andes-ocidentais (Chlorostilbon melanorhynchus) é uma espécie de ave da família Trochilidae (beija-flores).
Pode ser encontrada nos seguintes países: Colômbia e Equador.
Os seus habitats naturais são: florestas subtropicais ou tropicais húmidas de baixa altitude, regiões subtropicais ou tropicais húmidas de alta altitude e florestas secundárias altamente degradadas.